# Softlanding Linux System
SLS (Softlanding Linux System) est en quelque sorte la première distribution Linux, initiée par Peter MacDonald (en) à la mi-1992.
C'était la première à offrir une distribution complète de Linux contenant plus que le noyau Linux et des utilitaires de base, avec XFree86 1.0m : une implémentation libre de X11R5 (le serveur d'affichage mis au point par le MIT), mais aussi TCP/IP.
SLS était probablement la distribution de Linux la plus populaire à l'époque. Elle a dominé le marché jusqu'à ce que les développeurs prennent la décision de changer le format des exécutables qui ne fut pas bien reçu par la base d'utilisateurs (de a.out à ELF). Pendant ce temps, Patrick J. Volkerding a décidé de modifier SLS en la nettoyant et en la paramétrant mieux. Une fois fini, il a appelé Slackware le résultat de son travail. 
Avec la décision impopulaire prise par SLS sur les formats, Slackware l'a rapidement remplacée et est devenue la distribution dominante employée par presque tous.
Pour les mêmes raisons de frustration avec SLS, Ian Murdock a créé le projet Debian dans le deuxième semestre de 1993.